# Vicente Albero
Vicente Albero Silla (ur. 6 grudnia 1944 w Walencji) – hiszpański polityk i ekonomista, parlamentarzysta, w latach 1993–1994 minister rolnictwa.

## Życiorys
Z wykształcenia ekonomista, absolwent Uniwersytetu Complutense w Madrycie. W okresie frankistowskim działał w nielegalnej organizacji FELIPE. Pracował jako menedżer m.in. w przedsiębiorstwie Aznar. Dołączył do Hiszpańskiej Socjalistycznej Partii Robotniczej (PSOE). W 1982 został dyrektorem generalnym w resorcie rolnictwa, a w 1987 prezesem funduszu rolnego FORPPA. W latach 1989–1994 sprawował mandat posła do Kongresu Deputowanych.
W 1991 został sekretarzem stanu do spraw gospodarki wodnej i środowiska. Od lipca 1993 do maja 1994 zajmował stanowisko ministra rolnictwa, rybołówstwa i żywności w czwartym rządzie Felipe Gonzáleza. Zrezygnował z wszystkich funkcji publicznych i partyjnych, gdy zarzucono mu oszustwa podatkowe. W 2003 bez powodzenia kandydował do parlamentu Walencji z listy BNV.